# Teyleria tetragona
Teyleria tetragona là một loài thực vật có hoa trong họ Đậu. Loài này được (Merr.) Maesen miêu tả khoa học đầu tiên.